# Castlevania Puzzle: Encore of the Night
Castlevania Puzzle: Encore of the Night è un videogioco rompicapo, parte della serie Castlevania, sviluppato e pubblicato dalla Konami nel 2010 per iPhone, iPod touch e iPad.
È un videogioco simile a Tetris e Puzzle Quest, in cui si vestono panni dei personaggi tratti da Castlevania: Symphony of the Night. Scopo del gioco è di posizionare i blocchi in una sequenza definita di colori che, una volta distrutta, provoca danni all'avversario.